# Halocoryne orientalis
Halocoryne orientalis är en nässeldjursart som först beskrevs av Browne 1916.  Halocoryne orientalis ingår i släktet Halocoryne och familjen Halocorynidae. Inga underarter finns listade i Catalogue of Life.